# Hermisende
Hermisende település Spanyolországban,  Zamora tartományban. Hermisende Lubián, Requejo, A Mezquita, Vinhais és Bragança községekkel határos. Lakosainak száma 216 fő (2024).

## Népesség
A település népessége az utóbbi években az alábbiak szerint változott:
| Lakosok száma | 446  | 383  | 350  | 324  | 296  | 276  | 253  | 228  | 248  | 216  |
|               | 2001 | 2004 | 2007 | 2009 | 2012 | 2014 | 2017 | 2019 | 2022 | 2024 |